# White Iverson
"White Iverson" er debutsinglen af den amerikanske rapper og sanger Post Malone. Det blev oprindeligt udgivet den 4. februar 2015 via Post Malones SoundCloud-konto. Den blev udgivet som en officiel single den 14. august 2015 af Republic Records. Det fungerede som den førende single fra hans debutalbum, Stoney. Sporet blev produceret af Post Malone og Rex Kudo. Det toppede på nummer 14 på Billboard Hot 100.

## Hitlister
| Chart (2015–17)                       | Peak position |
| ------------------------------------- | ------------- |
| Canada (Canadian Hot 100)             | 41            |
| Ireland (IRMA)                        | 91            |
| Portugal (AFP)                        | 71            |
| USA Billboard Hot 100                 | 14            |
| USA Hot R&B/Hip-Hop Songs (Billboard) | 5             |
| USA Mainstream Top 40 (Billboard)     | 27            |
| USA Rhythmic (Billboard)              | 1             |

| Chart (2016)                         | Position |
| ------------------------------------ | -------- |
| US Billboard Hot 100                 | 65       |
| US Hot R&B/Hip-Hop Songs (Billboard) | 31       |
| US Rhythmic (Billboard)              | 29       |